# Дейл, Джеймс Бэдж
Джеймс Бэдж Дейл (англ. James Badge Dale; род. 1 мая 1978) — американский актёр, наиболее известный по роли Роберта Леки в мини-сериале «Тихий океан», Чейса Эдмундса в сериале «24», Бэрригана в «Отступниках», Эрика Савина в «Железном человеке 3».

## Биография
Родился в Нью-Йорке в семье бродвейских актёров.
Мать — актриса, танцовщица Анита Моррис. Отец — актёр, хореограф и танцовщик Гровер Дейл.
Дейл учился в начальной школе Уандерленд Авеню в Лорел Каньон, Лос-Анджелес, штат Калифорния.
В 1990 году во время учёбы в пятом классе, когда Джеймсу было 10 лет, его отобрали для проб на роль Саймона в экранизации романа Уильяма Голдинга «Повелитель мух». После утверждения на роль он на пять месяцев уехал для съемок на Ямайку, а после — вернулся к учёбе.
Образование Дейл продолжил в Манхэттенвильском колледже в Пурчэйсе (штат Нью-Йорк), где играл за хоккейную команду .

## Карьера
Самые заметные роли Джеймса Бэдж Дейла на сегодняшний день — Саймон в фильме «Повелитель мух» и Чейз Эдмундс, полевой агент КТО, состоящий в отношениях с Ким, дочери Джека Бауэра, в третьем сезоне сериала «24_часа_(телесериал)». Позже Дейл озвучил Эдмундса в игре «24: The Game».
Также он снялся в кроссовере сериалов CSI: Miami и CSI: NY в роли серийного убийцы Генри Дариуса. Сюжетная линия началась в эпизоде CSI: Miami «Felony» и закончилась в эпизоде CSI: NY «Manhattan Manhunt».
В 2006 году Дэйл получил роль второго плана, двойного агента Трупера Бэрригана, в фильме «Отступники», получившем пять «Оскаров» в 2007 году.
Самые значимые роли актёра в сериалах — аналитик Уилл Трэверс в политическом триллере AMC «Рубикон» и Роберт Леки, один из трех главных героев мини-сериала HBO «Тихий океан», созданного исполнительными продюсерами Томом Хэнксом и Стивеном Спилбергом.
После съемок в «Рубиконе» Джеймс Бэдж Дейл сознательно сделал перерыв в сериальных съемках на 10 лет, ради того, чтобы играть более разноплановые роли и больше путешествовать.
В 2013 году Дэйл снялся в заметных ролях второго плана сразу в трёх блокбастерах. Он сыграл Эрика Савина в супергеройском фильме Marvel «Железный человек 3», капитана Спика в научно-фантастическом триллере «Мировая война Z» и Дэна Рида в фильме студии Disney «Одинокий рейнджер». В этом же году он отметился в роли брата Ли Харви Освальда в фильме «Парклэнд».
В 2014 году Джеймс сыграл главную роль во внебродвейской постановке «Ремонт маленького двигателя».
Дальше актёр также играл преимущественно роли второго плана, наиболее заметными из которых стали роли Тайрона Вудса в фильме «13 часов: Тайные солдаты Бенгази» и Джесси Слида в фильме «Дело храбрых».
В 2020 году Дейл вернулся в сериалы, сыграв одну из главных ролей — детектива Рэя Абруззо — в сериале «Хайтаун» на канале Starz.

## Личная жизнь
Состоит в отношениях с актрисой Эмили Уикершем, 27 сентября 2024 пара поженилась. 30 декабря 2021 года у пары родился сын Кассиас Уикершем Дэйл. 2 октября 2024 года родился второй сын Зефир Бэджетт Дейл.

## Фильмография
| Год       |   | Русское название                 | Оригинальное название                     | Роль                  |
| --------- | - | -------------------------------- | ----------------------------------------- | --------------------- |
| 1990      | ф | Повелитель мух                   | Lord Of The Flies                         | Саймон                |
| 2003—2004 | с | 24 часа                          | 24                                        | Чейс Эдмундс          |
| 2006      | ф | Отступники                       | The Departed                              | Бэрриган              |
| 2010      | с | Тихий океан                      | The Pacific                               | Роберт Леки           |
| 2010      | с | Рубикон                          | Rubicon                                   | Уилл Треверс          |
| 2010      | ф | Заговорщица                      | The Conspirator                           | Уильям Гамильтон      |
| 2011      | ф | Стыд                             | Shame                                     | Дэвид                 |
| 2012      | ф | Схватка                          | The Grey                                  | Левенден              |
| 2012      | ф | Экипаж                           | Flight                                    | Больной раком         |
| 2013      | ф | Железный человек 3               | Iron Man 3                                | Эрик Савин            |
| 2013      | ф | Война миров Z                    | World War Z                               | капитан Спик          |
| 2013      | ф | Одинокий рейнджер                | The Lone Ranger                           | Дэн Рид               |
| 2013      | ф | Парклэнд                         | Parkland                                  | Роберт Освальд        |
| 2014      | ф | Мисс Медоуз                      | Miss Meadows                              | шериф Данн            |
| 2014      | ф | Драйвер на ночь                  | Stretch                                   | Лоран                 |
| 2014      | ф | Странный родственник             | A Relative Stranger                       | Уэйд                  |
| 2015      | ф | Прогулка                         | The Walk                                  | Жан-Пьер              |
| 2016      | ф | Спектральный анализ              | Spectral                                  | Клайн                 |
| 2016      | ф | 13 часов: Тайные солдаты Бенгази | 13 Hours: The Secret Soldiers of Benghazi | Тайрон «Рон» Вудс     |
| 2017      | ф | Дело храбрых                     | Only the Brave                            | Джесси Стид           |
| 2018      | ф | Лесок                            | Little Woods                              | Иэн                   |
| 2018      | ф | Все пути ведут в Доннибрук       | Donnybrook                                | Уэйлен                |
| 2018      | ф | Противостояние в Спэрроу-Крик    | The Standoff at Sparrow Creek             | Гэннон                |
| 2018      | ф | Придержи тьму                    | Hold the Dark                             | Дональд Мэриум        |
| 2019      | ф | Адская кухня                     | The Kitchen                               | Кевин О’Кэрролл       |
| 2020      | с |                                  | Hightown                                  | Рэй Абруццо           |
| 2020      | ф | Пустой человек                   | The Empty Man                             | Джеймс Ласомбра       |
| 2021      | ф | На нашем пути                    | On Our Way                                |                       |
| 2020      | с | Рами                             | Ramy                                      | Шейх Абу Бакар Миллер |
| 2020      | с | 1923                             | 1923                                      | Джон Даттон-старший   |
| 2024      | ф | Ребел-Ридж                       | Rebel Ridge                               |                       |